# Hyles nebulosa
Hyles nebulosa är en fjärilsart som beskrevs av Gehlen. 1930. Hyles nebulosa ingår i släktet Hyles och familjen svärmare. Inga underarter finns listade i Catalogue of Life.